# مايكل إف. برايس
مايكل إف. برايس (بالإنجليزية: Michael F. Price)‏ هو شخصية أعمال أمريكي، ولد في 3 يوليو 1951 في غلين كوف في الولايات المتحدة.